# Haplochromis nyererei

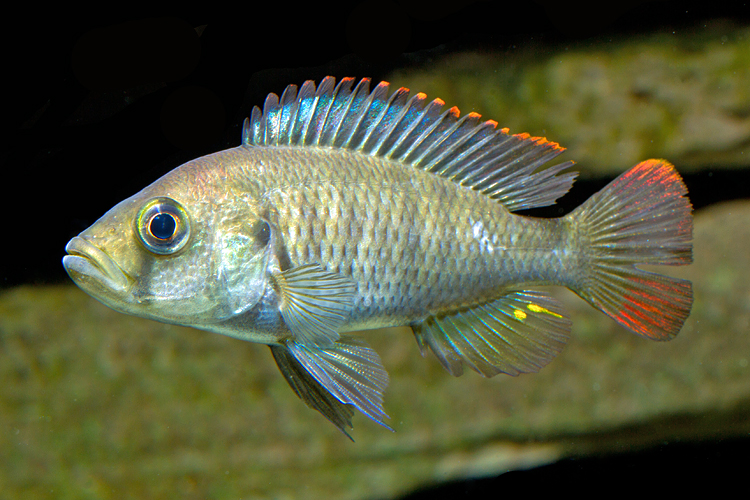
Weibchen

Haplochromis nyererei ist eine Buntbarschart, die im ostafrikanischen Viktoriasee endemisch lebt. Sie ist nur aus dem Speke-Golf und dem Mwanza-Golf im südlichen, tansanischen Abschnitt des Sees bekannt und wurde zu Ehren des ersten Präsidenten von Tansania Julius Nyerere benannt.

## Merkmale
Die Art wird 8 bis 10 cm lang und hat eine typische Haplochromis-Gestalt mit einem bulligen Kopf und einem großen Maul. Während die Weibchen recht unscheinbar aussehen und eine graubraune bis hellbraune Grundfarbe zeigen, über der ein metallischer Glanz liegt, besitzen geschlechtsreife Männchen einen kräftig rot gefärbte Stirn, Nacken und Rücken sowie eine blauschwarze Kehle, Brust und Bauchpartie. Die Körperseiten sind gelbgrün und mit mehreren dunklen Querstreifen gemustert. Die Bauchflossen sind schwarz, die Afterflosse, die zwei bis vier Eiflecke trägt, hellblau. Die Rückenflosse ist im körpernahen Bereich rot, im übrigen hellblau, die Schwanzflosse in den äußeren Bereichen rot.

## Lebensweise
Haplochromis nyererei lebt nur in der Felszone in sehr flachem Wasser in Tiefen von 0,5 bis 4 Metern. Er ernährt sich von Algen, Insekten, insbesondere von Zuckmückenlarven und von Zooplankton. Wie alle Haplochromis-Arten ist er ein Maulbrüter.

## Systematik
Die Art wurde 1985 von Witte-Maas und Witte beschrieben und der sehr artenreichen Sammelgattung Haplochromis zugeordnet. 1998 ordneten Seehausen und Lippitsch die Art der neu eingeführten Gattung Pundamilia zu, was aber bis heute keine allgemeine Anerkennung gefunden hat. Heute wird die Art in verschiedenen Quellen entweder als Haplochromis nyererei oder als Pundamilia nyererei geführt.

## Gefährdung
Haplochromis nyererei ist im Speke- und Mwanza-Golf relativ häufig und die IUCN ordnet die Art als nicht gefährdet („Least Concern“) ein. Eine mögliche zukünftige Gefährdung der Art wird in der möglichen Hybridisierung mit anderen, nah verwandten Arten gesehen (z. B. mit Haplochromis sauvagei), da die durch zunehmende Wasserverschmutzung verringerten Sichttiefe des Wassers die Arterkennung und die Wahl des richtigen Geschlechtspartners erschwert.